# 额尔和乡
额尔和乡是中华人民共和国内蒙古自治区呼伦贝尔市莫力达瓦达斡尔族自治旗下辖的一个乡，于2017年5月设立。

## 行政区划
额尔和乡下辖以下村级行政区划单位：
东胜村、苇塘沟村、伊哈里村、新胜村、全胜村、双胜村、平阳村、宜和德村、李屯村、蒋屯村、柳屯村、额尔和社区、额尔和村、团山子村和双合村。